# 小行星12618
小行星12618（12618 Cellarius），天文學臨時編號6217 P-L，是一顆位於小行星帶的小行星，於1960年9月24日由科内利斯·約翰內斯·萬·豪敦、湯姆·赫雷爾斯和英格麗·萬·豪敦-格勒內費爾德在帕洛马山天文台發現。以德國出生的地圖學家安德烈亞斯·塞拉里烏斯（Andreas Cellarius）命名。

## 外部連結
- JPL Small-Body Database Browser 12618 Cellarius (6217 P-L) （页面存档备份，存于）

| 前一小行星： 12617 Angelusilesius | 小行星列表 | 後一小行星： 12619 Anubelshunu |